# Sasha DiGiulian

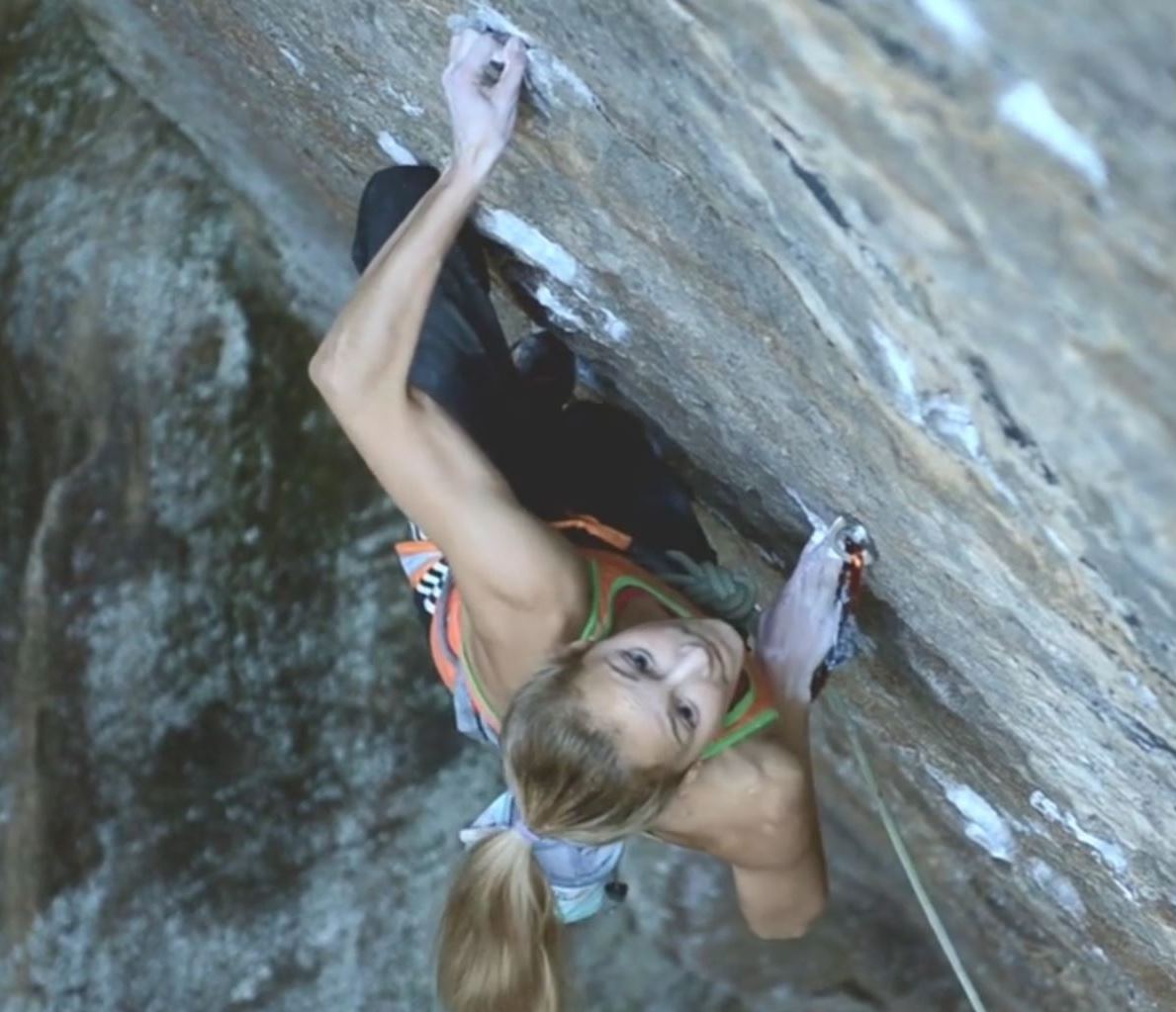
Sasha DiGiulian

Sasha DiGiulian (Alexandria, 23 d'octubre de 1992) és una esportista estatunidenca que va competir en escalada. Va guanyar una medalla de plata al Campionat Mundial d'Escalada de 2011, en la prova de bloc.
Sasha DiGiulian és una escaladora professional que el 2012 es va convertir en la primera dona estatunidenca a pujar el grau 9a. Ha escalat més de 30 primeres ascensions femenines i 8 primeres ascensions significatives, entre les quals hi ha Rolihlahla a Sud-àfrica, Big Wall al Brasil el 2016 i The Misty Wall a Yosemite el 2017. El 2015 es va convertir en la primera dona que va pujar lliurement Magic Mushroom (7c+), una de les rutes més difícils de la cara nord de l'Eiger. El 2017 va realitzar la primera ascensió femenina de Big Wall a Madagascar, Mora Mora (8c), escalant-la amb Edu Marín en la que també va ser la segona ascensió lliure de Mora Mora.

## Palmarès internacional
| Campionat Mundial | Campionat Mundial | Campionat Mundial | Campionat Mundial |
| Any               | Lloc              | Medalla           | Prova             |
| ----------------- | ----------------- | ----------------- | ----------------- |
| 2011              | Arco ( Itàlia)    | 2                 | Bloc              |